# Gagan
Gagan (auch: Gooakkan To, Kowakkan, RTS, USAKA) ist eine Insel des Kwajalein-Atolls in der Ralik-Kette im ozeanischen Staat der Marshallinseln (RMI). Die Insel gehört zu den von den Vereinigten Staaten gepachteten Gebieten und trägt eine telemetrische Einheit.

## Geographie
Das Motu liegt am Ende einer Reihe von Inseln im nördlichen Riffsaum des Atolls südlich von Edjell. Aufgrund der militärischen Nutzung verfügt sie über einen Hafen im Innern der Lagune und einen Heliport.

## Klima
Das Klima ist tropisch heiß, wird jedoch von ständig wehenden Winden gemäßigt. Ebenso wie die anderen Orte der Kwajalein-Gruppe wird Gagan gelegentlich von Zyklonen heimgesucht.